# Альберт Фрей
Альберт Фрей (нім. Albert Frey; 16 лютого 1913, Гайдельберг — 1 вересня 2003, Гайдельберг) — німецький офіцер Ваффен-СС, штандартенфюрер СС, кавалер Лицарського хреста Залізного хреста з Дубовим листям.

## Ранні роки
Альберт Фрей народився 16 лютого 1913 року в місті Гайдельберг. 15 червня 1933 року Фрей вступив в СС (службове посвідчення № 111 913), а 1 травня 1937 в НСДАП (партійний квиток № 4 137 086). 1 квітня 1938 року перейшов в Лейбштандарт СС «Адольф Гітлер». 1 серпня 1940 року призначений командиром 14-ї роти.

## Друга світова війна
З Лейбштандартом СС пройшов через Французьку і Балканську кампанії. 16 жовтня 1941 року призначений командиром III батальйону Лейбштандарта.
Після розгортання бригади СС «Лейбштандарт СС Адольф Гітлер» в дивізію Фрей в червні 1942 року призначений командиром 1-го батальйону 1-го панцергренадерського полку СС цієї дивізії, на чолі якого відзначився в боях під Харковим.
З травня 1943 року командував 1-м панцергренадерським полком СС «Лейбштандарт СС Адольф Гітлер». 29 грудня 1943 року Альберт Фрей був нагороджений Дубовим листям до Лицарського хреста Залізного хреста.
В ході боїв з англо-американськими військами, що висадилися в Нормандії, Альберт був важко поранений 20 липня 1944 року.

## Життя після війни
До 1948 року перебував в американському полоні. Альберт Фрей помер 1 вересня 2003 року в Гайдельберзі.

## Звання
- Унтерштурмфюрер СС (19 березня 1938)
- Оберштурмфюрер СС (20 квітня 1939)
- Гауптштурмфюрер СС (8 листопада 1940)
- Штурмбаннфюрер СС (20 квітня 1942)
- Оберштурмбаннфюрер СС (5 липня 1943)
- Штандартенфюрер СС (6 серпня 1944)

## Нагороди
- Почесна шпага рейхсфюрера СС
- Кільце «Мертва голова»
- Залізний хрест
  - 2-го класу (25 вересня 1939)
  - 1-го класу (30 червня 1940)
- Німецький хрест в золоті (17 листопада 1941) як гауптштурмфюрер СС і командир III батальйону бригади СС «Лейбштандарт СС Адольф Гітлер»
- Орден «За хоробрість», 4-го ступеня, 1-й клас (Третє Болгарське царство; 6 липня 1942)
- Медаль «За зимову кампанію на Сході 1941/42»
- Лицарський хрест Залізного хреста з Дубовим листям
  - Лицарський хрест (3 березня 1943) як штурмбаннфюрер СС і командир I батальйону 1-го панцергренадерського полку СС «Лейбштандарт СС Адольф Гітлер»
  - Дубове листя (№ 359) (27 грудня 1943) як оберштурмбаннфюрер СС і командир 1-го панцергренадерського полку СС «Лейбштандарт СС Адольф Гітлер»